# Absolutna wielkość gwiazdowa
Absolutna wielkość gwiazdowa – obserwowana wielkość gwiazdowa (a zatem wyrażona w magnitudo), jaką miałby obiekt oglądany z pewnej ustalonej odległości przy braku pochłaniania światła w przestrzeni międzygwiezdnej.
W przypadku obiektów poza Układem Słonecznym przyjęto jako odległość odniesienia 10 parseków.
W przypadku obiektów Układu Słonecznego świecących jedynie światłem odbitym jest to obserwowana wielkość gwiazdowa ciała okrążającego Słońce po orbicie w odległości 1 jednostki astronomicznej, przy czym hipotetyczny obserwator znajdowałby się w centrum Słońca.

## Poszczególne wzory na obliczanie jasności absolutnej
Przyjmijmy następujące oznaczenia:
{\displaystyle M} – wielkość absolutna obiektu, zdefiniowana jako wielkość obserwowana z odległości 10 pc,
{\displaystyle m} – wielkość obserwowana,
{\displaystyle r} – odległość pomiędzy obserwatorem a obiektem, wyrażona w parsekach,
{\displaystyle p} – paralaksa obiektu, wyrażona w sekundach łuku,
{\displaystyle \mu } – moduł odległości obiektu.

### Wzór podstawowy
Zależność pomiędzy wielkością obserwowaną a absolutną można wyrazić za pomocą wzoru:
{\displaystyle M=m-5(\log _{10}r-1).}

### Wzór z paralaksą
W przypadku bliskich obiektów, wielkość absolutną {\displaystyle M} oblicza się za pomocą ich widocznej jasności {\displaystyle m} oraz paralaksy {\displaystyle p} wyrażonej w sekundach łuku:
{\displaystyle M=m+5(1+\log _{10}p).}

### Wzór z modułem odległości
Można również obliczyć jasność absolutną {\displaystyle M} obiektu za pomocą jego jasności obserwowalnej {\displaystyle m} oraz jego modułu odległości {\displaystyle \mu {:}}
{\displaystyle M=m-\mu .}

### Wzór dla dowolnej odległości
Jeżeli znana jest absolutna wielkość gwiazdowa obiektu {\displaystyle M,} można obliczyć jego obserwowalną wielkość gwiazdową {\displaystyle m} dla dowolnej odległości {\displaystyle r} (w parsekach) między obserwatorem a obiektem za pomocą następującego wzoru (który można wyprowadzić, przekształcając wzór podstawowy):
{\displaystyle m=M-5(1-\log _{10}r).}

### Wzór dla ciał Układu Słonecznego znajdujących się wopozycji
Jeżeli znana jest absolutna wielkość gwiazdowa obiektu {\displaystyle M}, można obliczyć jego obserwowalną wielkość gwiazdową {\displaystyle m} dla dowolnej odległości {\displaystyle r} (w AU) od Słońca przy założeniu, że ciało znajduje się w opozycji (wówczas jego obserwowalna z Ziemi wielkość gwiazdowa jest maksymalna) i oddalone jest od Słońca o ponad 1 AU:
{\displaystyle m=M+5(\log _{10}r+\log _{10}(r-1)).}

Obserwując niebo z powierzchni Ziemi widać gwiazdy słabsze i jaśniejsze, ale nie znając odległości do nich, nie da się stwierdzić, które z nich są naprawdę bardzo jasne, a które widać jako jasne tylko dlatego, że znajdują się dostatecznie blisko. Tak więc aby określić absolutną wielkość gwiazdową, należy znać odległość do danej gwiazdy i jej obserwowaną wielkość. Np. nasze Słońce, którego wielkość obserwowana wynosi aż –26,73m ze względu na małą odległość, ma wielkość absolutną zaledwie +4,83m, podczas gdy np. Deneb (alfa Cygni – jeden z wierzchołków Trójkąta Letniego), ma wielkość absolutną aż –8,38
Wielkość absolutna nigdy nie jest wyznaczana z bezpośredniego pomiaru. Zawsze oblicza się ją na podstawie pomiarów innych parametrów obiektu.
Gwiazdy świecą własnym światłem, dlatego ich wielkość absolutną (oznaczaną literą M) definiuje się jako obserwowaną wielkość gwiazdową, jaką miałyby znajdując się w odległości 10 parseków (32,6 lat świetlnych) od obserwatora. Natomiast dla ciał niebieskich, które tylko odbijają światło, jak planety, komety i planetoidy, przyjmuje się hipotetyczną sytuację, w której obserwator znajduje się w odległości 1 jednostki astronomicznej od danego obiektu, a miejscem obserwacji jest powierzchnia Słońca. Wielkość (H) zależy wtedy od albedo (zdolności odbijania światła) oraz od rozmiarów danego ciała.

## Przykładowe obliczenia

### Wzór „podstawowy” (z użyciem odległości)
Rigel ma jasność obserwowalną {\displaystyle m_{V}=0{,}12} i znajduje się w odległości ok. 860 lat świetlnych. Dystans ten wyrażony w parsekach wynosi 263,8. Jasność absolutną liczymy następująco:
{\displaystyle M_{V}=0{,}12-5\cdot (\log _{10}263{,}8-1)=0{,}12-5\cdot (2{,}42-1)=-6{,}98.}
Słońce ma jasność obserwowalną -26,74. Jego odległość od Ziemi – wyrażona w parsekach – wynosi ok. {\displaystyle {\frac {1}{206\ 440}}.} Jego jasność absolutna wynosi:
{\displaystyle M_{V}=-26{,}74-5\cdot (\log _{10}{\frac {1}{206\ 440}}-1)=-26{,}74-5\cdot (-5{,}31-1)=4{,}81.}

### Wzór z paralaksą
Paralaksa Wegi wynosi 0,129”, natomiast jasność obserwowalna wynosi +0,03. Jasność absolutna będzie wynosiła:
{\displaystyle M_{V}=0{,}03+5\cdot (1+\log _{10}0{,}129)=+0{,}6.}
Paralaksa Alfy Centauri A wynosi 0,742″, jasność obserwowalna wynosi 0,01. Jasność absolutna będzie wynosiła:
{\displaystyle M_{V}=0{,}01+5\cdot (1+\log _{10}{0{,}742})=+4{,}32.}

### Wzór z modułem odległości
Galaktyka Czarne Oko ma jasność obserwowalną {\displaystyle m_{V}=+9{,}36,} a jej moduł odległości wynosi 31,06. Jasność absolutna galaktyki będzie wynosiła:
{\displaystyle M_{V}=9{,}36-31{,}06=-21{,}7.}

### Wzór na obserwowaną jasność (dla dowolnej odległości)
Deneb ma jasność absolutną {\displaystyle M_{V}=-8{,}38} Gdyby umieścić go w odległości 1 parseka od Ziemi, wówczas jego obserwowana jasność wynosiłaby:
{\displaystyle m=-8{,}38-5\cdot (1-\log _{10}1)=-13{,}38.}
Słońce ma jasność absolutną 4,81. Na tej podstawie jego obserwowana jasność z odległości 1 AU (tj. z powierzchni Ziemi) będzie policzona następująco:
{\displaystyle m=4{,}81-5\cdot (1-\log _{10}{\frac {1}{206\ 440}})=4{,}81-5\cdot (1+5{,}31)=4{,}81-5\cdot 6{,}31=4{,}81-31{,}55=-26{,}74.}
Z powyższego wzoru wynika, iż jasność dowolnej gwiazdy, obserwowanej z odległości 1 AU można policzyć, odejmując od jej jasności absolutnej wartość 31,55.

### Wzór na obserwowaną jasność ciała Układu Słonecznego
Mars ma jasność absolutną -1,5. Podczas wielkich opozycji znajduje się ok. 0,38 AU od Ziemi, co przy założeniu jednoczesnej odległości Marsa od Słońca ok. 1,38 AU (podczas opozycji ciała są praktycznie współliniowe) daje:
{\displaystyle m=-1{,}5+5\cdot (\log _{10}1{,}38+\log _{10}0{,}38)=-2{,}9}
Zmierzona podczas największych opozycji obserwowalna wielkość gwiazdowa Marsa wynosi ok. -2,91, co jest zgodne z powyższym wyliczeniem.